# 陈滋德
陈滋德（1917年—），男，江苏苏州人，中国文物保护专家，曾任国家文物局文物处处长，中国文物保护技术协会副理事长，中国考古学会常务理事。